# Laza Kostić

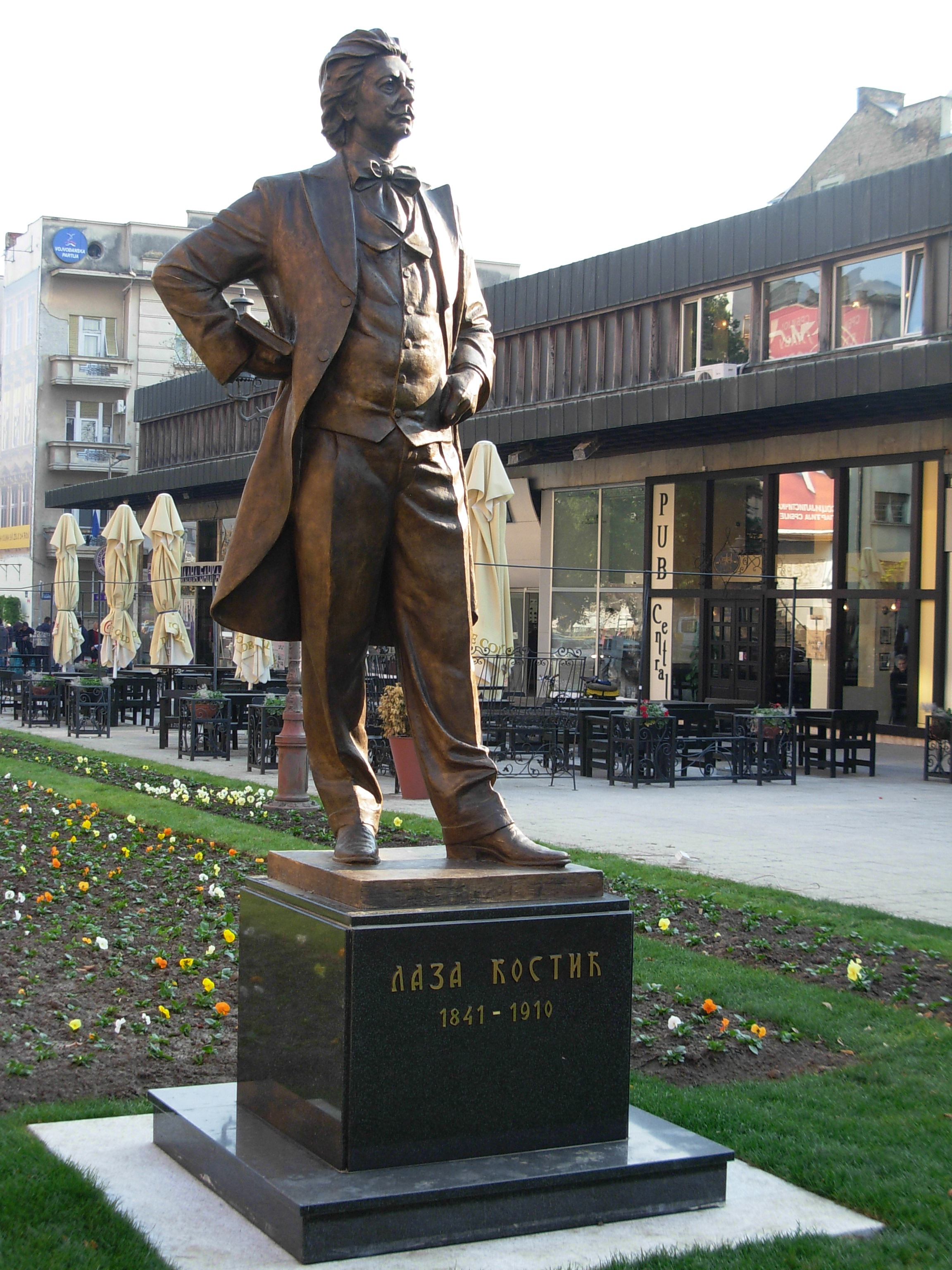
A költő szobra Újvidéken

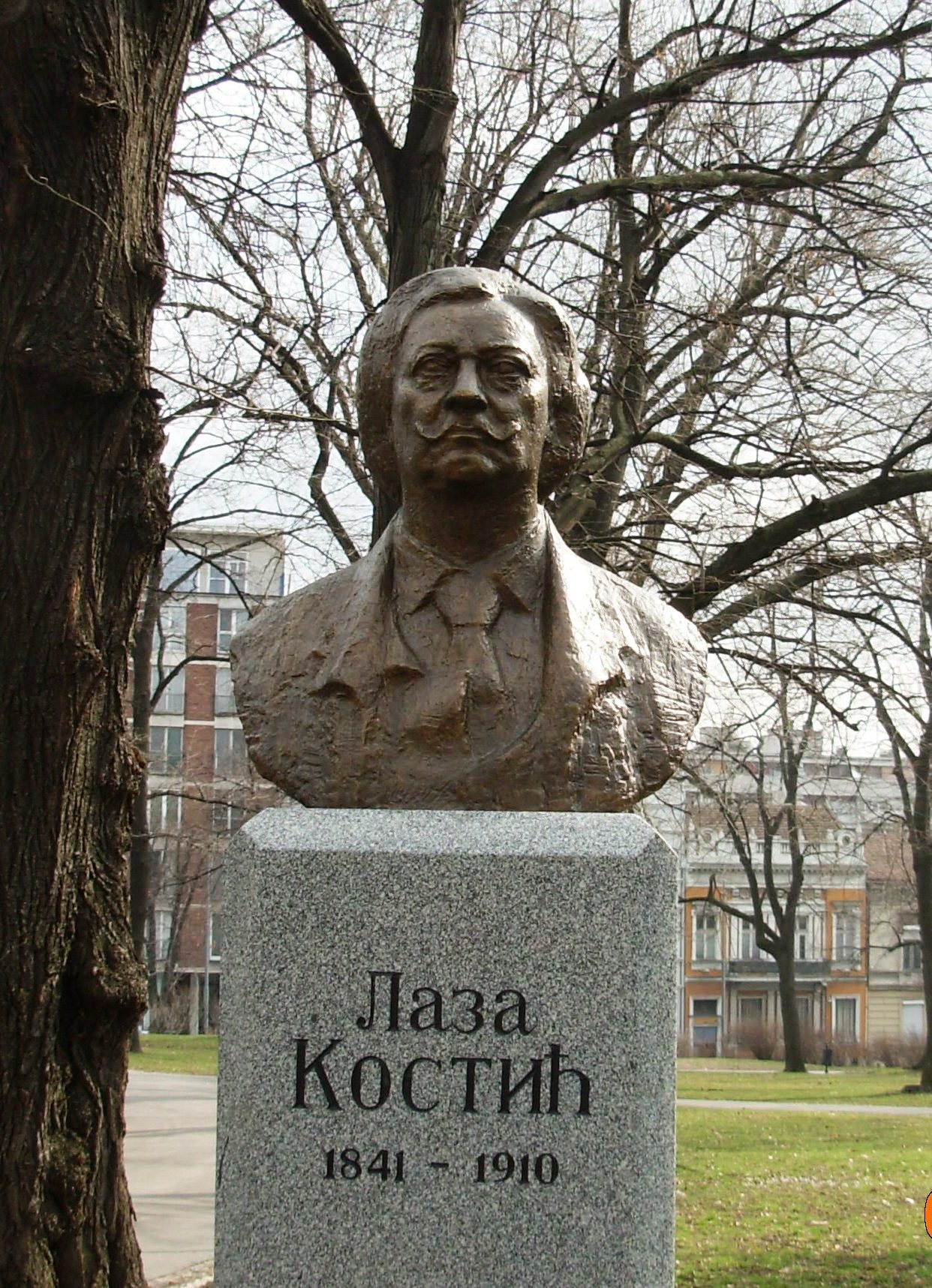
Mellszobra Belgrádban

Laza Kostić, (korabeli magyar átiratban: Kosztics Lázár cirill betűkkel: Лаза Костић (Kovilj, 1841. február 11. (ó-naptár: január 31.) – Bécs, 1910. december 9. (ó-naptár: november 26.)) szerb költő, műfordító, országgyűlési képviselő.

## Életrajza
Laza Kostić jómódú polgári családban született. Középiskolai tanulmányait Pancsován és Budán végezte, 1859-ben érettségizett. Ezután Pesten jogi tanulmányokat folytatott, 1866-ban szerezte meg diplomáját. Vezetője volt a pesti szerb diákok Preodnica (Előfutár) ifjúsági irodalmi társaságának, valamint az azonos nevű almanachban is publikált. Pálya során tanított az újvidéki gimnáziumban, később főjegyzőként dolgozott, majd 1872 és 1875 között a magyar országgyűlésben volt képviselő. Ötvenéves volt, amikor szerelemre lobbant dúsgazdag barátja, Lazar Dunđerski földbirtokos lánya, Lenka iránt. Érzelmeit a 19 éves leány viszonozta, ám a költő nem merte felvállalni, így egy kolostorba menekült. Kostić 1895-ben kötött házasságot Lazar Dunđerski közvetítésével a korban hozzáillő gazdag Julija Palanačkival. Nászútra az olaszországi Velencébe utaztak. Ezután Zomborban élt polgári életét, rendszeresen jelentek meg írásai a sajtóban. Egy ideig a párizsi Le Figaro című lap tudósítója volt. Lefordította szerbre William Shakespeare Romeo és Júlia, Othello, Lear király és Hamlet című színműveit. Számos esztétikai, színházkritikai és egyéb írást hagyott hátra, melyek egy része eddig még kiadatlan. Országgyűlési beszédei a Naplóban vannak.

## Nevezetesebb munkái
- Maksim Crnojević (tragédia öt felvonásban, 1863, megjelent 1866-ban)
- Osnova lepote u svetu s osobenim obzirom na srpske narodne pesme (1880)
- Pera Segedinac (dráma, 1882)
- Osnovno načelo: kritički uvod u opštu filosofiju (filozófiai értekezés, 1884)
- Uskokova ljuba ili Gordana (dráma, 1890)
- O Jovanu Jovanoviću Zmaju (monográfia, 1902)